# والک زیبا
والک زیبا (نام علمی: Allium bodeanum) با نام یکی از گونه‌های سردهٔ والک  است. ارتفاع گیاه به ۱۰ تا ۱۵ سانتیمتر می‌رسد. یکی از شاخص‌ترین گونه‌های این جنس است. این گونه دو برگ سبز مایل به آبی در سطح خاک دارد و مجموعه کروی، معمولاً بزرگ گل‌های ستاره ای شکل یاسمنی رنگ آن دارای ساقه گل کوتاهی می‌باشد. برگ‌های آن به عرض ۳ تا ۵ سانتیمتر یا بیشتر و قطعات گل‌پوش آن نیز حدود ۱۲ میلی‌متر طول دارد. این گونه تاکنون پرورش داده نشده‌است لیکن به نظر می‌رسد که به یک گیاه معمول باغی، در شرایط آب و هوایی مناسب تبدیل گردد. در گرگان و خراسان در ارتفاع ۱۶۰۰ تا ۲۳۰۰ متر یافت می‌شود. زمان گلدهی در اردیبهشت است.